# سیارک ۱۵۹۹۷۴
سیارک ۱۵۹۹۷۴ (به انگلیسی: 159974 Badacsony، نامگذاری:2006BD141)۱۵۹۹۷۴مین سیارک کشف شده‌است که در ۲۴ ژانویه ۲۰۰۶ کشف شد.